# فهرست رانندگان قهرمان فرمول یک جهان

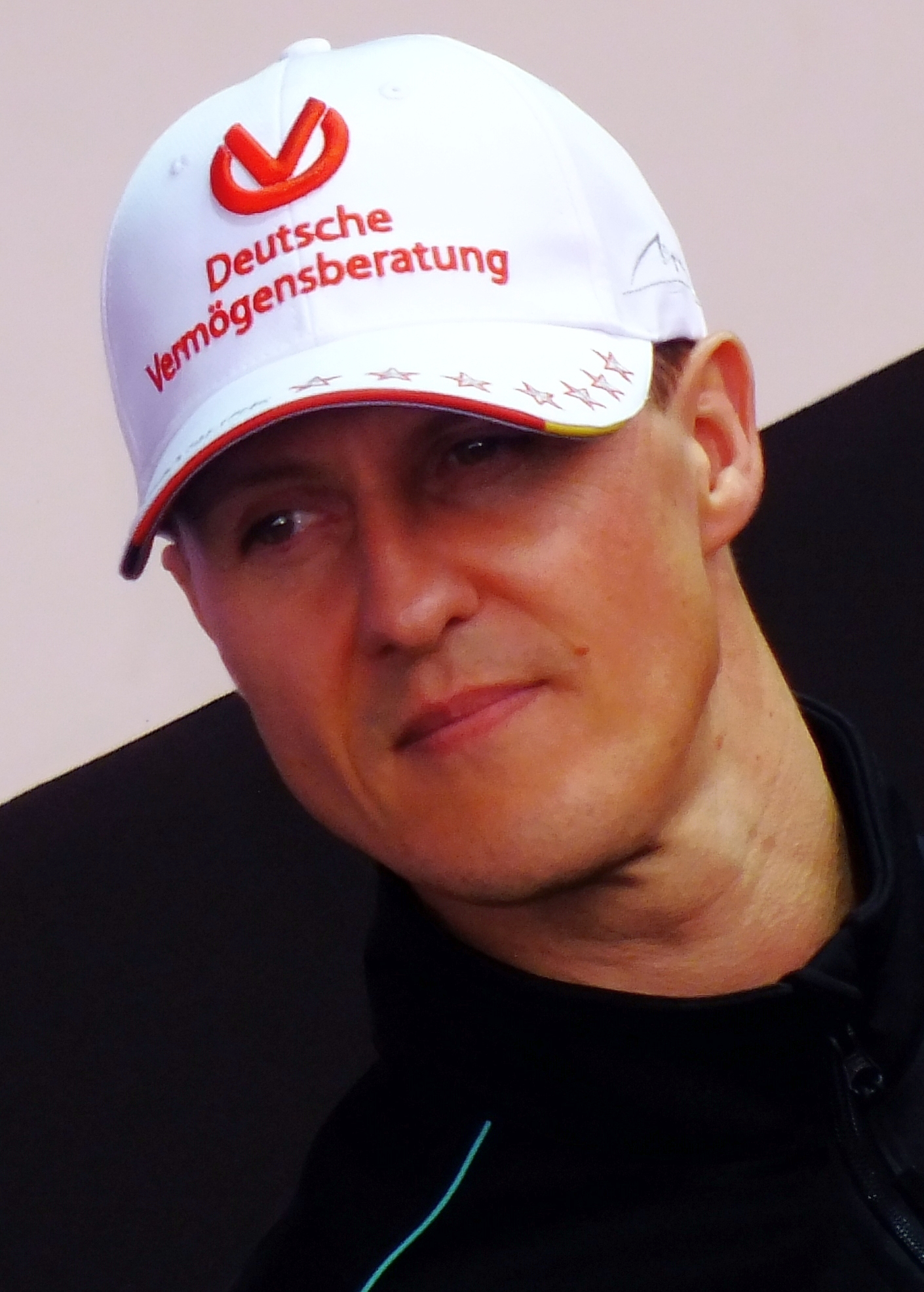
مایکل شوماخر آلمانی و لوییس همیلتون انگلیسی با ۷ بار عنوان قهرمانی جهان از این نظر رکورد دار می‌باشند شوماخر در فصل ۲۰۰۴ و همیلتون در سال ۲۰۲۰ به این رکورد رسید. همچنین شوماخر رکورد بیشترین تعداد قهرمانی متوالی را در اختیار دارد. (۵ بار متوالی) همچنین همیلتون رکورد بیشترین تعداد قهرمانی با یک تیم را در اختیار دارد. (۶ بار با مرسدس)

مسابقات فرمول یک (به انگلیسی: Formula One) یا مسابقات اتومبیل‌رانی جایزه بزرگ یک رویداد ورزشی در رشته اتومبیل‌رانی است که تحت نظر فدراسیون بین‌المللی اتومبیل‌رانی جهان FIA سازمان‌دهی و برگزار می‌شود. منظور از لفظ فرمول مجموعه‌ای از مقررات و قوانین می‌باشد که تمامی شرکت‌کنندگان و خودروها باید از آنها تبعیت کنند.

این مسابقات برای اولین بار در سال ۱۹۵۰ میلادی آغاز شد؛ یک رانندهٔ ایتالیایی به نام جوزپه نینو فارینا از تیم آلفا رومئو، اولین قهرمان این مسابقات است.
به‌طور کلی تا پایان سال ۲۰۲۱ در ۷۱ فصل از مسابقات ۳۴ راننده و در ۶۴ فصل ۱۴ تیم به مقام قهرمانی جهان دست یافته‌اند. رکورد بیشترین تعداد قهرمانی برای یک راننده هم‌اکنون در اختیار میشائل شوماخر آلمانی و لوئیز همیلتون انگلیسی با ۷ بار قهرمانی و برای یک تیم با ۱۶ قهرمانی در اختیار تیم فراری است.

یک فصل قهرمانی فرمول یک جهان،مجموعه‌ای از مسابقات است که به جایزه بزرگ مشهور هستند. معمولاً مسابقات در پیست‌های فرمول یک در شهرهای مختلف جهان و در معدود مواردی در جاده‌های بسته شهری برگزار می‌شود سپس نتایج تمامی مسابقات جمع بسته می‌شود تا دو فهرست قهرمانان فرمول یک جهان در هر سال، یکی در بخش رانندگان قهرمان فرمول یک جهان و دیگری در بخش سازندگان قهرمان فرمول یک جهان یا بعبارتی تیم‌های (به انگلیسی: Constructor) قهرمان مشخص شود و سپس عنوان قهرمان مسابقات فرمول یک جهان از سوی فدراسیون بین‌المللی اتومبیل‌رانی جهان به رانندگان و تیم‌هایی اعطا می‌شود که بیشترین امتیاز در فصل را کسب نموده‌اند. امتیازات بر اساس یک سیستم امتیاز دهی مشخص در هر دور از مسابقات داده می‌شود.
فهرست‌های پیش رو نگاهی دارند بر قهرمانان در مسابقات اتومبیل‌رانی فرمول یک قهرمانی جهان دارد.

## بر اساس فصل
| فصل   | راننده             | سن | سازنده     | سازنده     | پول | برد | سکو | سریعترین دور | امتیاز | تعداد مسابقات | اختلاف امتیاز |
| فصل   | راننده             | سن | شاسی       | موتور      | پول | برد | سکو | سریعترین دور | امتیاز | تعداد مسابقات | اختلاف امتیاز |
| ----- | ------------------ | -- | ---------- | ---------- | --- | --- | --- | ------------ | ------ | ------------- | ------------- |
| ۱۹۵۰  | جوزپه فارینا       | ۴۴ | آلفا رومئو | آلفا رومئو | ۲   | ۳   | ۳   | ۳            | ۳۰     | ۷             | ۳             |
| ۱۹۵۱  | خوان مانوئل فانخیو | ۴۰ | آلفا رومئو | آلفا رومئو | ۴   | ۳   | ۵   | ۵            | ۳۱     | ۸             | ۶             |
| ۳۱۹۵۲ | آلبرتو اسکاری      | ۳۴ | فراری      | فراری      | ۵   | ۶   | ۶   | ۶            | ۳۶     | ۸             | ۱۲            |
| ۳۱۹۵۳ | آلبرتو اسکاری      | ۳۵ | فراری      | فراری      | ۶   | ۵   | ۵   | ۴            | ۳۴٫۵   | ۹             | ۶٫۵           |
| ۱۹۵۴  | خوان مانوئل فانخیو | ۴۳ | مازراتی    | مازراتی    | ۵   | ۶   | ۷   | ۳            | ۴۲     | ۹             | ۱۶٫۸۵۷        |
| ۱۹۵۴  | خوان مانوئل فانخیو | ۴۳ | مرسدس      | مرسدس      | ۵   | ۶   | ۷   | ۳            | ۴۲     | ۹             | ۱۶٫۸۵۷        |
| ۱۹۵۵  | خوان مانوئل فانخیو | ۴۴ | مرسدس      | مرسدس      | ۳   | ۴   | ۵   | ۳            | ۴۰     | ۷             | ۱۶٫۵          |
| ۱۹۵۶  | خوان مانوئل فانخیو | ۴۵ | فراری      | فراری      | ۶   | ۳   | ۵   | ۴            | ۳۰     | ۸             | ۳             |
| ۱۹۵۷  | خوان مانوئل فانخیو | ۴۶ | مازراتی    | مازراتی    | ۴   | ۴   | ۶   | ۲            | ۴۰     | ۸             | ۱۵            |
| ۱۹۵۸  | مایک هاثورن        | ۲۹ | فراری      | فراری      | ۴   | ۱   | ۷   | ۵            | ۴۲     | ۱۱            | ۱             |
| ۱۹۵۹  | جک برابهام         | ۳۳ | کوپر       | کلایمکس    | ۱   | ۲   | ۵   | ۱            | ۳۱     | ۹             | ۴             |
| ۱۹۶۰  | جک برابهام         | ۳۴ | کوپر       | کلایمکس    | ۳   | ۵   | ۵   | ۳            | ۴۳     | ۱۰            | ۹             |
| ۱۹۶۱  | فیل هیل            | ۳۴ | فراری      | فراری      | ۵   | ۲   | ۶   | ۲            | ۳۴     | ۸             | ۱             |
| ۱۹۶۲  | گراهام هیل         | ۳۳ | بی آر ام   | بی آر ام   | ۱   | ۴   | ۶   | ۳            | ۴۲     | ۹             | ۱۲            |
| ۱۹۶۳  | جیم کلارک          | ۲۷ | لوتوس      | کلایمکس    | ۷   | ۷   | ۹   | ۶            | ۵۴     | ۱۰            | ۲۱            |
| ۱۹۶۴  | جان سرتیز          | ۳۰ | فراری      | فراری      | ۲   | ۲   | ۶   | ۲            | ۴۰     | ۱۰            | ۱             |
| ۱۹۶۵  | جیم کلارک          | ۲۹ | لوتوس      | کلایمکس    | ۶   | ۶   | ۶   | ۶            | ۵۴     | ۱۰            | ۱۴            |
| ۱۹۶۶  | جک برابهام         | ۴۰ | برابهام    | رپکو       | ۳   | ۴   | ۵   | ۱            | ۴۲     | ۹             | ۱۴            |
| ۱۹۶۷  | دنی هیولم          | ۳۱ | برابهام    | رپکو       | ۰   | ۲   | ۸   | ۲            | ۵۱     | ۱۱            | ۵             |
| ۱۹۶۸  | گراهام هیل         | ۳۹ | لوتوس      | فورد       | ۲   | ۳   | ۶   | ۰            | ۴۸     | ۱۲            | ۱۲            |
| ۱۹۶۹  | جکی استوارت        | ۳۰ | ماترا      | فورد       | ۲   | ۶   | ۷   | ۵            | ۶۳     | ۱۱            | ۲۶            |
| ۱۹۷۰  | یوخن رینت          | ۲۸ | لوتوس      | فورد       | ۳   | ۵   | ۵   | ۱            | ۶۵     | ۱۳            | ۵             |
| ۱۹۷۱  | جکی استوارت        | ۳۲ | تیرل       | فورد       | ۶   | ۶   | ۷   | ۳            | ۶۲     | ۱۱            | ۲۹            |
| ۱۹۷۲  | امرسون فیتیپالدی   | ۲۵ | لوتوس      | فورد       | ۳   | ۵   | ۸   | ۰            | ۶۱     | ۱۲            | ۱۶            |
| ۱۹۷۳  | جکی استوارت        | ۳۴ | تیرل       | فورد       | ۳   | ۵   | ۸   | ۱            | ۷۱     | ۱۵            | ۱۶            |
| ۱۹۷۴  | امرسون فیتیپالدی   | ۲۷ | مک‌لارن     | فورد       | ۲   | ۳   | ۷   | ۰            | ۵۵     | ۱۵            | ۳             |
| ۱۹۷۵  | نیکی لائودا        | ۲۶ | فراری      | فراری      | ۹   | ۵   | ۸   | ۲            | ۶۴٫۵   | ۱۴            | ۱۹٫۵          |
| ۱۹۷۶  | جیمز هانت          | ۲۹ | مک‌لارن     | فورد       | ۸   | ۶   | ۸   | ۲            | ۶۹     | ۱۶            | ۱             |
| ۱۹۷۷  | نیکی لائودا        | ۲۸ | فراری      | فراری      | ۲   | ۳   | ۱۰  | ۳            | ۷۲     | ۱۷            | ۱۷            |
| ۱۹۷۸  | ماریو اندرتی       | ۳۸ | لوتوس      | فورد       | ۸   | ۶   | ۷   | ۳            | ۶۴     | ۱۶            | ۱۳            |
| ۱۹۷۹  | جودی شکتر          | ۲۹ | فراری      | فراری      | ۱   | ۳   | ۶   | ۰            | ۵۱     | ۱۵            | ۴             |
| ۱۹۸۰  | آلن جونز           | ۳۴ | ویلیامز    | فورد       | ۳   | ۵   | ۱۰  | ۵            | ۶۷     | ۱۴            | ۱۳            |
| ۱۹۸۱  | نلسون پیکه         | ۲۹ | برابهام    | فورد       | ۴   | ۳   | ۷   | ۱            | ۵۰     | ۱۵            | ۱             |
| ۱۹۸۲  | ککه روسبرگ         | ۳۴ | ویلیامز    | فورد       | ۱   | ۱   | ۶   | ۰            | ۴۴     | ۱۶            | ۵             |
| ۱۹۸۳  | نلسون پیکه         | ۳۱ | برابهام    | بی ام و    | ۱   | ۳   | ۸   | ۴            | ۵۹     | ۱۵            | ۲             |
| ۱۹۸۴  | نیکی لائودا        | ۳۵ | مک‌لارن     | تگ         | ۰   | ۵   | ۹   | ۵            | ۷۲     | ۱۶            | ۰٫۵           |
| ۱۹۸۵  | آلن پروست          | ۳۰ | مک‌لارن     | تگ         | ۲   | ۵   | ۱۱  | ۵            | ۷۳     | ۱۶            | ۲۰            |
| ۱۹۸۶  | آلن پروست          | ۳۱ | مک‌لارن     | تگ         | ۱   | ۴   | ۱۱  | ۲            | ۷۲     | ۱۶            | ۲             |
| ۱۹۸۷  | نلسون پیکه         | ۳۵ | ویلیامز    | هوندا      | ۴   | ۳   | ۱۱  | ۴            | ۷۳     | ۱۶            | ۱۲            |
| ۱۹۸۸  | آیرتون سنا         | ۲۸ | مک‌لارن     | هوندا      | ۱۳  | ۸   | ۱۱  | ۳            | ۹۰     | ۱۶            | ۳             |
| ۱۹۸۹  | آلن پروست          | ۳۴ | مک‌لارن     | هوندا      | ۲   | ۴   | ۱۱  | ۵            | ۷۶     | ۱۶            | ۱۶            |
| ۱۹۹۰  | آیرتون سنا         | ۳۰ | مک‌لارن     | هوندا      | ۱۰  | ۶   | ۱۱  | ۲            | ۷۸     | ۱۶            | ۷             |
| ۱۹۹۱  | آیرتون سنا         | ۳۱ | مک‌لارن     | هوندا      | ۸   | ۷   | ۱۲  | ۲            | ۹۶     | ۱۶            | ۲۴            |
| ۱۹۹۲  | نایجل منسل         | ۳۹ | ویلیامز    | رنو        | ۱۴  | ۹   | ۱۲  | ۸            | ۱۰۸    | ۱۶            | ۵۲            |
| ۱۹۹۳  | آلن پروست          | ۳۸ | ویلیامز    | رنو        | ۱۳  | ۷   | ۱۲  | ۶            | ۹۹     | ۱۶            | ۲۶            |
| ۱۹۹۴  | میشائل شوماخر      | ۲۵ | بنتون      | فورد       | ۶   | ۸   | ۱۰  | ۸            | ۹۲     | ۱۶            | ۱             |
| ۱۹۹۵  | میشائل شوماخر      | ۲۶ | بنتون      | رنو        | ۴   | ۹   | ۱۱  | ۸            | ۱۰۲    | ۱۷            | ۳۳            |
| ۱۹۹۶  | دیمون هیل          | ۳۶ | ویلیامز    | رنو        | ۹   | ۸   | ۱۰  | ۵            | ۹۷     | ۱۶            | ۱۹            |
| ۱۹۹۷  | ژک ویلانوو         | ۲۶ | ویلیامز    | رنو        | ۱۰  | ۷   | ۸   | ۳            | ۸۱     | ۱۷            | ۳۹            |
| ۱۹۹۸  | میکا هاکینن        | ۳۰ | مک‌لارن     | مرسدس      | ۹   | ۸   | ۱۱  | ۶            | ۱۰۰    | ۱۶            | ۱۴            |
| ۱۹۹۹  | میکا هاکینن        | ۳۱ | مک‌لارن     | مرسدس      | ۱۱  | ۵   | ۱۰  | ۶            | ۷۶     | ۱۶            | ۲             |
| ۲۰۰۰  | میشائل شوماخر      | ۳۱ | فراری      | فراری      | ۹   | ۹   | ۱۲  | ۲            | ۱۰۸    | ۱۷            | ۱۹            |
| ۲۰۰۱  | میشائل شوماخر      | ۳۲ | فراری      | فراری      | ۱۱  | ۹   | ۱۴  | ۳            | ۱۲۳    | ۱۷            | ۵۸            |
| ۲۰۰۲  | میشائل شوماخر      | ۳۳ | فراری      | فراری      | ۷   | ۱۱  | ۱۷  | ۷            | ۱۴۴    | ۱۷            | ۶۷            |
| ۲۰۰۳  | میشائل شوماخر      | ۳۴ | فراری      | فراری      | ۵   | ۶   | ۸   | ۵            | ۹۳     | ۱۶            | ۲             |
| ۲۰۰۴  | میشائل شوماخر      | ۳۵ | فراری      | فراری      | ۸   | ۱۳  | ۱۵  | ۱۰           | ۱۴۸    | ۱۸            | ۳۴            |
| ۲۰۰۵  | فرناندو آلونسو     | ۲۴ | رنو        | رنو        | ۶   | ۷   | ۱۵  | ۲            | ۱۳۳    | ۱۹            | ۲۱            |
| ۲۰۰۶  | فرناندو آلونسو     | ۲۵ | رنو        | رنو        | ۶   | ۷   | ۱۵  | ۵            | ۱۳۴    | ۱۸            | ۱۳            |
| ۲۰۰۷  | کیمی رایکونن       | ۲۸ | فراری      | فراری      | ۳   | ۶   | ۱۲  | ۶            | ۱۱۰    | ۱۷            | ۱             |
| ۲۰۰۸  | لوئیس همیلتون      | ۲۳ | مک لارن    | مرسدس      | ۷   | ۵   | ۱۰  | ۱            | ۹۸     | ۱۸            | ۱             |
| ۲۰۰۹  | جنسون باتن         | ۲۹ | براون      | مرسدس      | ۴   | ۶   | ۹   | ۲            | ۹۵     | ۱۷            | ۱۱            |
| ۲۰۱۰  | سباستین فتل        | ۲۳ | ردبول      | رنو        | ۱۰  | ۵   | ۱۰  | ۳            | ۲۵۶    | ۱۹            | ۴             |
| ۲۰۱۱  | سباستین فتل        | ۲۴ | ردبول      | رنو        | ۱۵  | ۱۱  | ۱۷  | ۳            | ۳۹۲    | ۱۹            | ۱۲۲           |
| ۲۰۱۲  | سباستین فتل        | ۲۵ | ردبول      | رنو        | ۶   | ۵   | ۱۰  | ۶            | ۲۸۱    | ۲۰            | ۳             |
| ۲۰۱۳  | سباستین فتل        | ۲۶ | ردبول      | رنو        | ۹   | ۱۳  | ۱۶  | ۷            | ۳۹۷    | ۱۹            | ۱۵۵           |
| ۲۰۱۴  | لوئیس همیلتون      | ۲۹ | مرسدس      | مرسدس      | ۷   | ۱۱  | ۱۶  | ۷            | ۳۸۴    | ۱۹            | ۶۷            |
| ۲۰۱۵  | لوئیس همیلتون      | ۳۰ | مرسدس      | مرسدس      | ۱۱  | ۱۰  | ۱۷  | ۸            | ۳۸۱    | ۱۹            | ۵۹            |
| ۲۰۱۶  | نیکو رزبرگ         | ۳۱ | مرسدس      | مرسدس      | ۸   | ۹   | ۱۶  | ۶            | ۳۸۵    | ۲۱            | ۵             |
| ۲۰۱۷  | لوئیس همیلتون      | ۳۲ | مرسدس      | مرسدس      | ۱۱  | ۹   | ۱۳  | ۷            | ۳۶۳    | ۲۰            | ۴۶            |
| ۲۰۱۸  | لوئیس همیلتون      | ۳۳ | مرسدس      | مرسدس      | ۱۱  | ۱۱  | ۱۷  | ۳            | ۴۰۸    | ۲۱            | ۸۸            |
| ۲۰۱۹  | لوئیس همیلتون      | ۳۴ | مرسدس      | مرسدس      | ۵   | ۱۱  | ۱۷  | ۶            | ۴۱۳    | ۲۱            | ۸۷            |
| ۲۰۲۰  | لوئیس همیلتون      | ۳۵ | مرسدس      | مرسدس      | ۱۰  | ۱۱  | ۱۴  | ۶            | ۳۴۷    | ۱۴            | ۱۲۴           |
| ۲۰۲۱  | مکس ورستپن         | ۲۴ | ردبول      | هوندا      | ۱۰  | ۱۰  | ۱۸  | ۶            | ۳۹۵٫۵  | ۲۲            | ۸             |
| ۲۰۲۲  | مکس ورستپن         | ۲۵ | ردبول      | ردبول      | ۷   | ۱۵  | ۱۷  | ۵            | ۴۵۴    | ۲۲            | ۱۴۶           |
| ۲۰۲۳  | مکس ورستپن         | ۲۶ | ردبول      | هوندا      | ۱۲  | ۱۹  | ۲۱  | ۹            | ۵۷۵    | ۲۲            | ۲۹۰           |
| فصل   | راننده             | سن | شاسی       | موتور      | پول | برد | سکو | سریعترین دور | امتیاز | تعداد مسابقات | اختلاف امتیاز |
| فصل   | راننده             | سن | سازنده     |            | پول | برد | سکو | سریعترین دور | امتیاز | تعداد مسابقات | اختلاف امتیاز |

## براساس تعداد قهرمانی
| تعداد قهرمانی | راننده             | سال                                      |
| ------------- | ------------------ | ---------------------------------------- |
| ۷             | میشائل شوماخر      | ۱۹۹۴، ۱۹۹۵، ۲۰۰۰، ۲۰۰۱، ۲۰۰۲، ۲۰۰۳، ۲۰۰۴ |
| ۷             | لوئیس همیلتون      | ۲۰۰۸، ۲۰۱۴، ۲۰۱۵، ۲۰۱۷، ۲۰۱۸، ۲۰۱۹، ۲۰۲۰ |
| ۵             | خوان مانوئل فانخیو | ۱۹۵۱، ۱۹۵۴، ۱۹۵۵، ۱۹۵۶، ۱۹۵۷             |
| ۴             | آلن پروست          | ۱۹۸۵، ۱۹۸۶، ۱۹۸۹، ۱۹۹۳                   |
| ۴             | سباستین فتل        | ۲۰۱۰، ۲۰۱۱، ۲۰۱۲، ۲۰۱۳                   |
| ۳             | جک برابهام         | ۱۹۵۹، ۱۹۶۰، ۱۹۶۶                         |
| ۳             | جکی استوارت        | ۱۹۶۹، ۱۹۷۱، ۱۹۷۳                         |
| ۳             | نیکی لائودا        | ۱۹۷۵، ۱۹۷۷، ۱۹۸۴                         |
| ۳             | نلسون پیکه         | ۱۹۸۱، ۱۹۸۳، ۱۹۸۷                         |
| ۳             | آیرتون سنا         | ۱۹۸۸، ۱۹۹۰، ۱۹۹۱                         |
| ۳             | مکس ورستپن         | ۲۰۲۱، ۲۰۲۲، ۲۰۲۳                         |
| ۲             | آلبرتو اسکاری      | ۱۹۵۲، ۱۹۵۳                               |
| ۲             | جیم کلارک          | ۱۹۶۳، ۱۹۶۵                               |
| ۲             | گراهام هیل         | ۱۹۶۲، ۱۹۶۸                               |
| ۲             | امرسون فیتیپالدی   | ۱۹۷۲، ۱۹۷۴                               |
| ۲             | میکا هاکینن        | ۱۹۹۸، ۱۹۹۹                               |
| ۲             | فرناندو آلونسو     | ۲۰۰۵، ۲۰۰۶                               |
| ۱             | جوزپه فارینا       | ۱۹۵۰                                     |
| ۱             | مایک هاثورن        | ۱۹۵۸                                     |
| ۱             | فیل هیل            | ۱۹۶۱                                     |
| ۱             | جان سرتیز          | ۱۹۶۴                                     |
| ۱             | دنی هیولم          | ۱۹۶۷                                     |
| ۱             | یوخن رینت          | ۱۹۷۰                                     |
| ۱             | جیمز هانت          | ۱۹۷۶                                     |
| ۱             | ماریو اندرتی       | ۱۹۷۸                                     |
| ۱             | جودی شکتر          | ۱۹۷۹                                     |
| ۱             | آلن جونز           | ۱۹۸۰                                     |
| ۱             | ککه روسبرگ         | ۱۹۸۲                                     |
| ۱             | نایجل منسل         | ۱۹۹۲                                     |
| ۱             | دیمون هیل          | ۱۹۹۶                                     |
| ۱             | ژک ویلانوو         | ۱۹۹۷                                     |
| ۱             | کیمی رایکونن       | ۲۰۰۷                                     |
| ۱             | جنسون باتن         | ۲۰۰۹                                     |
| ۱             | نیکو رزبرگ         | ۲۰۱۶                                     |

## بر اساس ملیت
| قاره          | تعداد قهرمانی قاره | کشورها              | تعداد قهرمانی کشور | رانندگان           | تعداد قهرمانی راننده | فصل‌ها                                    |
| ------------- | ------------------ | ------------------- | ------------------ | ------------------ | -------------------- | ---------------------------------------- |
| اروپا         | ۵۰                 | بریتانیا            | ۲۰                 | لوئیس همیلتون      | ۷                    | ۲۰۰۸، ۲۰۱۴، ۲۰۱۵، ۲۰۱۷، ۲۰۱۸، ۲۰۱۹، ۲۰۲۰ |
| اروپا         | ۵۰                 | بریتانیا            | ۲۰                 | جکی استوارت        | ۳                    | ۱۹۶۹، ۱۹۷۱، ۱۹۷۳                         |
| اروپا         | ۵۰                 | بریتانیا            | ۲۰                 | جیم کلارک          | ۲                    | ۱۹۶۳، ۱۹۶۵                               |
| اروپا         | ۵۰                 | بریتانیا            | ۲۰                 | گراهام هیل         | ۲                    | ۱۹۶۲، ۱۹۶۸                               |
| اروپا         | ۵۰                 | بریتانیا            | ۲۰                 | جنسون باتن         | ۱                    | ۲۰۰۹                                     |
| اروپا         | ۵۰                 | بریتانیا            | ۲۰                 | مایک هاثورن        | ۱                    | ۱۹۵۸                                     |
| اروپا         | ۵۰                 | بریتانیا            | ۲۰                 | دیمون هیل          | ۱                    | ۱۹۹۶                                     |
| اروپا         | ۵۰                 | بریتانیا            | ۲۰                 | نایجل منسل         | ۱                    | ۱۹۹۲                                     |
| اروپا         | ۵۰                 | بریتانیا            | ۲۰                 | جان سرتیز          | ۱                    | ۱۹۶۴                                     |
| اروپا         | ۵۰                 | بریتانیا            | ۲۰                 | جیمز هانت          | ۱                    | ۱۹۷۶                                     |
| اروپا         | ۵۰                 | آلمان               | ۱۲                 | میشائیل شوماخر     | ۷                    | ۱۹۹۴، ۱۹۹۵، ۲۰۰۰، ۲۰۰۱، ۲۰۰۲، ۲۰۰۳، ۲۰۰۴ |
| اروپا         | ۵۰                 | آلمان               | ۱۲                 | سباستیان فتل       | ۴                    | ۲۰۱۰، ۲۰۱۱، ۲۰۱۲، ۲۰۱۳                   |
| اروپا         | ۵۰                 | آلمان               | ۱۲                 | نیکو رزبرگ         | ۱                    | ۲۰۱۶                                     |
| اروپا         | ۵۰                 | فرانسه              | ۴                  | آلن پروست          | ۴                    | ۱۹۸۵، ۱۹۸۶، ۱۹۸۹، ۱۹۹۳                   |
| اروپا         | ۵۰                 | اتریش               | ۴                  | نیکی لائودا        | ۳                    | ۱۹۷۵، ۱۹۷۷، ۱۹۸۴                         |
| اروپا         | ۵۰                 | اتریش               | ۴                  | یوخن رینت          | ۱                    | ۱۹۷۰                                     |
| اروپا         | ۵۰                 | فنلاند              | ۴                  | میکا هاکینن        | ۲                    | ۱۹۹۸، ۱۹۹۹                               |
| اروپا         | ۵۰                 | فنلاند              | ۴                  | ککه روسبرگ         | ۱                    | ۱۹۸۲                                     |
| اروپا         | ۵۰                 | فنلاند              | ۴                  | کیمی رایکونن       | ۱                    | ۲۰۰۷                                     |
| اروپا         | ۵۰                 | ایتالیا             | ۳                  | آلبرتو اسکاری      | ۲                    | ۱۹۵۲، ۱۹۵۳                               |
| اروپا         | ۵۰                 | ایتالیا             | ۳                  | جوزپه فارینا       | ۱                    | ۱۹۵۰                                     |
| اروپا         | ۵۰                 | هلند                | ۳                  | مکس ورستپن         | ۳                    | ۲۰۲۱، ۲۰۲۲، ۲۰۲۳                         |
| اروپا         | ۵۰                 | اسپانیا             | ۲                  | فرناندو آلونسو     | ۲                    | ۲۰۰۵، ۲۰۰۶                               |
| آمریکای جنوبی | ۱۳                 | برزیل               | ۸                  | آیرتون سنا         | ۳                    | ۱۹۸۸، ۱۹۹۰، ۱۹۹۱                         |
| آمریکای جنوبی | ۱۳                 | برزیل               | ۸                  | نلسون پیکه         | ۳                    | ۱۹۸۱، ۱۹۸۳، ۱۹۸۷                         |
| آمریکای جنوبی | ۱۳                 | برزیل               | ۸                  | امرسون فیتیپالدی   | ۲                    | ۱۹۷۲، ۱۹۷۴                               |
| آمریکای جنوبی | ۱۳                 | آرژانتین            | ۵                  | خوان مانوئل فانخیو | ۵                    | ۱۹۵۱، ۱۹۵۴، ۱۹۵۵، ۱۹۵۶، ۱۹۵۷             |
| اقیانوسیه     | ۵                  | استرالیا            | ۴                  | جک برابهام         | ۳                    | ۱۹۵۹، ۱۹۶۰، ۱۹۶۶                         |
| اقیانوسیه     | ۵                  | استرالیا            | ۴                  | آلن جونز           | ۱                    | ۱۹۸۰                                     |
| اقیانوسیه     | ۵                  | نیوزیلند            | ۱                  | دنی هیولم          | ۱                    | ۱۹۶۷                                     |
| آمریکای شمالی | ۳                  | ایالات متحده آمریکا | ۲                  | فیل هیل            | ۱                    | ۱۹۶۱                                     |
| آمریکای شمالی | ۳                  | ایالات متحده آمریکا | ۲                  | ماریو اندرتی       | ۱                    | ۱۹۷۸                                     |
| آمریکای شمالی | ۳                  | کانادا              | ۱                  | ژک ویلنوو          | ۱                    | ۱۹۹۷                                     |
| آفریقا        | ۱                  | آفریقای جنوبی       | ۱                  | جودی شکتر          | ۱                    | ۱۹۷۹                                     |
| آسیا          | ۰                  | ۰                   | ۰                  | ۰                  | ۰                    | -                                        |

## رکوردها

### جوان‌ترین قهرمان جهان
|    | راننده           | سن              | فصل  |
| -- | ---------------- | --------------- | ---- |
| ۱  | سباستین فتل      | ۲۳ سال، ۱۳۴ روز | ۲۰۱۰ |
| ۲  | لوئیس همیلتون    | ۲۳ سال، ۳۰۰ روز | ۲۰۰۸ |
| ۳  | فرناندو آلونسو   | ۲۴ سال، ۵۸ روز  | ۲۰۰۵ |
| ۴  | مکس ورستپن       | ۲۴ سال، ۷۳ روز  | ۲۰۲۱ |
| ۵  | امرسون فیتیپالدی | ۲۵ سال، ۲۷۳ روز | ۱۹۷۲ |
| ۶  | میشائل شوماخر    | ۲۵ سال، ۳۱۴ روز | ۱۹۹۴ |
| ۷  | نیکی لائودا      | ۲۶ سال، ۱۹۷ روز | ۱۹۷۵ |
| ۸  | ژک ویلانوو       | ۲۶ سال، ۲۰۰ روز | ۱۹۹۷ |
| ۹  | جیم کلارک        | ۲۷ سال، ۱۸۸ روز | ۱۹۶۳ |
| ۱۰ | کیمی رایکونن     | ۲۸ سال، ۴ روز   | ۲۰۰۷ |

رانندگانی که چند قهرمانی جهان دارند، فقط قهرمانی اول آن‌ها لحاظ شده‌است. رانندگان پررنگ در فصل ۲۰۲۲ حضور دارند.

### مسن‌ترین قهرمان جهان
|    | راننده             | سن              | فصل  |
| -- | ------------------ | --------------- | ---- |
| ۱  | خوان مانوئل فانخیو | ۴۶ سال، ۴۱ روز  | ۱۹۵۷ |
| ۲  | جوزپه فارینا       | ۴۳ سال، ۳۰۸ روز | ۱۹۵۰ |
| ۳  | جک برابهام         | ۴۰ سال، ۱۵۵ روز | ۱۹۶۶ |
| ۴  | گراهام هیل         | ۳۹ سال، ۲۶۲ روز | ۱۹۶۸ |
| ۵  | نایجل منسل         | ۳۹ سال، ۸ روز   | ۱۹۹۲ |
| ۶  | آلن پروست          | ۳۸ سال، ۲۱۴ روز | ۱۹۹۳ |
| ۷  | ماریو اندرتی       | ۳۸ سال، ۱۹۳ روز | ۱۹۷۸ |
| ۸  | دیمون هیل          | ۳۶ سال، ۲۶ روز  | ۱۹۹۶ |
| ۹  | لوئیس همیلتون      | ۳۵ سال، ۳۱۳ روز | ۲۰۲۰ |
| ۱۰ | نیکی لائودا        | ۳۵ سال، ۲۴۲ روز | ۱۹۸۴ |

رانندگان پررنگ در فصل ۲۰۲۲ حضور دارند.

### قهرمانی متوالی
|   | راننده             | تعداد قهرمانی | فصل‌ها       |
| - | ------------------ | ------------- | ----------- |
| ۱ | میشائل شوماخر      | ۵             | ۲۰۰۰ - ۲۰۰۴ |
| ۲ | خوان مانوئل فانخیو | ۴             | ۱۹۵۴ - ۱۹۵۷ |
| ۲ | سباستین فتل        | ۴             | ۲۰۱۰ - ۲۰۱۳ |
| ۲ | لوئیس همیلتون      | ۴             | ۲۰۱۷ - ۲۰۲۰ |
| ۵ | آلبرتو اسکاری      | ۲             | ۱۹۵۲ - ۱۹۵۳ |
| ۵ | جک برابهام         | ۲             | ۱۹۵۹ - ۱۹۶۰ |
| ۵ | آلن پروست          | ۲             | ۱۹۸۵ - ۱۹۸۶ |
| ۵ | آیرتون سنا         | ۲             | ۱۹۹۰ - ۱۹۹۱ |
| ۵ | میشائل شوماخر      | ۲             | ۱۹۹۴ - ۱۹۹۵ |
| ۵ | میکا هاکینن        | ۲             | ۱۹۹۸ - ۱۹۹۹ |
| ۵ | فرناندو آلونسو     | ۲             | ۲۰۰۵ - ۲۰۰۶ |
| ۵ | لوئیس همیلتون      | ۲             | ۲۰۱۴ - ۲۰۱۵ |
| ۵ | مکس ورستپن         | ۲             | ۲۰۲۱ - ۲۰۲۲ |

رانندگان پررنگ در فصل ۲۰۲۲ حضور دارند.

### رانندگانی که قهرمان جهان شدند ولی سازنده آن‌ها در آن سال قهرمان نشده
|   | راننده        | تیم راننده قهرمان | تیم قهرمان | تعداد قهرمانی | سال  |
| - | ------------- | ----------------- | ---------- | ------------- | ---- |
| ۱ | نلسون پیکه    | برابهام           | ویلیامز    | ۲             | ۱۹۸۱ |
| ۱ | نلسون پیکه    | برابهام           | فراری      | ۲             | ۱۹۸۳ |
| ۲ | مایک هاثورن   | فراری             | وان وال    | ۱             | ۱۹۵۸ |
| ۲ | جکی استوارت   | تیرل              | لوتوس      | ۱             | ۱۹۷۳ |
| ۲ | جیمز هانت     | مک‌لارن            | فراری      | ۱             | ۱۹۷۶ |
| ۲ | ککه روسبرگ    | ویلیامز           | فراری      | ۱             | ۱۹۸۲ |
| ۲ | آلن پروست     | مک‌لارن            | ویلیامز    | ۱             | ۱۹۸۶ |
| ۲ | میشائل شوماخر | بنتون             | ویلیامز    | ۱             | ۱۹۹۴ |
| ۲ | میکا هاکینن   | مک‌لارن            | فراری      | ۱             | ۱۹۹۹ |
| ۲ | لوئیس همیلتون | مک‌لارن            | فراری      | ۱             | ۲۰۰۸ |
| ۲ | مکس ورستپن    | رد بول            | مرسدس      | ۱             | ۲۰۲۱ |

رانندگان پررنگ در فصل ۲۰۲۲ حضور دارند.

### کمترین فصل حضور در فرمول یک قبل از اولین قهرمانی
|   | راننده           | تعداد فصل | اولین قهرمانی | اولین فصل |
| - | ---------------- | --------- | ------------- | --------- |
| ۱ | ژک ویلانوو       | ۲         | ۱۹۹۷          | ۱۹۹۶      |
| ۱ | لوئیس همیلتون    | ۲         | ۲۰۰۸          | ۲۰۰۷      |
| ۳ | دنی هیولم        | ۳         | ۱۹۶۷          | ۱۹۶۵      |
| ۳ | امرسون فیتیپالدی | ۳         | ۱۹۷۲          | ۱۹۷۰      |
| ۵ | فیل هیل          | ۴         | ۱۹۶۱          | ۱۹۵۸      |
| ۵ | جیم کلارک        | ۴         | ۱۹۶۳          | ۱۹۶۰      |
| ۵ | جیمز هانت        | ۴         | ۱۹۷۶          | ۱۹۷۳      |
| ۵ | نلسون پیکه       | ۴         | ۱۹۸۱          | ۱۹۷۸      |
| ۵ | میشائل شوماخر    | ۴         | ۱۹۹۴          | ۱۹۹۱      |
| ۵ | فرناندو آلونسو   | ۴         | ۲۰۰۵          | ۲۰۰۱      |
| ۵ | سباستین فتل      | ۴         | ۲۰۱۰          | ۲۰۰۷      |

رانندگان پررنگ در فصل ۲۰۲۲ حضور دارند.

### بیشترین فصل حضور در فرمول یک قبل از اولین قهرمانی
|   | راننده       | تعداد فصل | اولین قهرمانی | اولین فصل |
| - | ------------ | --------- | ------------- | --------- |
| ۱ | نایجل منسل   | ۱۳        | ۱۹۹۲          | ۱۹۸۰      |
| ۲ | نیکو رزبرگ   | ۱۱        | ۲۰۱۶          | ۲۰۰۶      |
| ۳ | ماریو اندرتی | ۱۰        | ۱۹۷۸          | ۱۹۶۸      |
| ۳ | جنسون باتن   | ۱۰        | ۲۰۰۹          | ۲۰۰۰      |
| ۵ | جودی شکتر    | ۸         | ۱۹۷۹          | ۱۹۷۲      |
| ۵ | میکا هاکینن  | ۸         | ۱۹۹۸          | ۱۹۹۱      |
| ۷ | مایک هاثورن  | ۷         | ۱۹۵۸          | ۱۹۵۲      |
| ۷ | یوخن رینت    | ۷         | ۱۹۷۰          | ۱۹۶۴      |
| ۷ | کیمی رایکونن | ۷         | ۲۰۰۷          | ۲۰۰۱      |
| ۷ | مکس ورستپن   | ۷         | ۲۰۲۱          | ۲۰۱۵      |

رانندگان پررنگ در فصل ۲۰۲۲ حضور دارند.

## بر اساس سازندگان شاسی
| سازنده     | تعداد قهرمانی | فصل‌ها                                                                                    |
| ---------- | ------------- | ---------------------------------------------------------------------------------------- |
| فراری      | ۱۵            | ۱۹۵۲، ۱۹۵۳، ۱۹۵۶، ۱۹۵۸، ۱۹۶۱، ۱۹۶۴، ۱۹۷۵، ۱۹۷۷، ۱۹۷۹، ۲۰۰۰، ۲۰۰۱، ۲۰۰۲، ۲۰۰۳، ۲۰۰۴، ۲۰۰۷ |
| مک‌لارن     | ۱۲            | ۱۹۷۴، ۱۹۷۶، ۱۹۸۴، ۱۹۸۵، ۱۹۸۶، ۱۹۸۸، ۱۹۸۹، ۱۹۹۰، ۱۹۹۱، ۱۹۹۸، ۱۹۹۹، ۲۰۰۸                   |
| مرسدس      | ۹             | ۱۹۵۴، ۱۹۵۵، ۲۰۱۴، ۲۰۱۵، ۲۰۱۶، ۲۰۱۷، ۲۰۱۸، ۲۰۱۹، ۲۰۲۰                                     |
| ویلیامز    | ۷             | ۱۹۸۰، ۱۹۸۲، ۱۹۸۷، ۱۹۹۲، ۱۹۹۳، ۱۹۹۶، ۱۹۹۷                                                 |
| لوتوس      | ۶             | ۱۹۶۳، ۱۹۶۵، ۱۹۶۸، ۱۹۷۰، ۱۹۷۲، ۱۹۷۸                                                       |
| رد بول     | ۵             | ۲۰۱۰، ۲۰۱۱، ۲۰۱۲، ۲۰۱۳، ۲۰۲۱                                                             |
| برابهام    | ۴             | ۱۹۶۶، ۱۹۶۷، ۱۹۸۳                                                                         |
| آلفا رومئو | ۲             | ۱۹۵۰، ۱۹۵۱                                                                               |
| مازراتی    | ۲             | ۱۹۵۴، ۱۹۵۷                                                                               |
| کوپر       | ۲             | ۱۹۵۹، ۱۹۶۰                                                                               |
| تیرل       | ۲             | ۱۹۷۱، ۱۹۷۳                                                                               |
| بنتون      | ۲             | ۱۹۹۴، ۱۹۹۵                                                                               |
| رنو        | ۲             | ۲۰۰۵، ۲۰۰۶                                                                               |
| بی آر ام   | ۱             | ۱۹۶۲                                                                                     |
| ماترا      | ۱             | ۱۹۶۹                                                                                     |
| براون      | ۱             | ۲۰۰۹                                                                                     |

تیم‌های پررنگ در فصل ۲۰۲۲ حضور دارند.

## بر اساس تولیدکنندگان موتور
| سازنده       | تعداد قهرمانی | فصل‌ها                                                                                    |
| ------------ | ------------- | ---------------------------------------------------------------------------------------- |
| فراری        | ۱۵            | ۱۹۵۲، ۱۹۵۳، ۱۹۵۶، ۱۹۵۸، ۱۹۶۱، ۱۹۶۴، ۱۹۷۵، ۱۹۷۷، ۱۹۷۹، ۲۰۰۰، ۲۰۰۱، ۲۰۰۲، ۲۰۰۳، ۲۰۰۴، ۲۰۰۷ |
| فورد-کازوورث | ۱۳            | ۱۹۶۸، ۱۹۶۹، ۱۹۷۰، ۱۹۷۱، ۱۹۷۲، ۱۹۷۳، ۱۹۷۴، ۱۹۷۶، ۱۹۷۸، ۱۹۸۰، ۱۹۸۱، ۱۹۸۲، ۱۹۹۴             |
| مرسدس        | ۱۳            | ۱۹۵۴، ۱۹۵۵، ۱۹۹۸، ۱۹۹۹، ۲۰۰۸، ۲۰۰۹، ۲۰۱۴، ۲۰۱۵، ۲۰۱۶، ۲۰۱۷، ۲۰۱۸، ۲۰۱۹، ۲۰۲۰             |
| رنو          | ۱۱            | ۱۹۹۲، ۱۹۹۳، ۱۹۹۵، ۱۹۹۶، ۱۹۹۷، ۲۰۰۵، ۲۰۰۶، ۲۰۱۰، ۲۰۱۱، ۲۰۱۲، ۲۰۱۳                         |
| هوندا        | ۶             | ۱۹۸۷، ۱۹۸۸، ۱۹۸۹، ۱۹۹۰، ۱۹۹۱، ۲۰۲۱                                                       |
| کلایمکس      | ۴             | ۱۰۵۹، ۱۹۶۰، ۱۹۶۳، ۱۹۶۵                                                                   |
| تگ           | ۳             | ۱۹۸۴، ۱۹۸۵، ۱۹۸۶                                                                         |
| آلفارومئو    | ۲             | ۱۹۵۰، ۱۹۵۱                                                                               |
| مازراتی      | ۲             | ۱۹۵۴، ۱۹۵۷                                                                               |
| رپکو         | ۲             | ۱۹۶۶، ۱۹۶۷                                                                               |
| بی آر ام     | ۱             | ۱۹۶۲                                                                                     |
| بی ام و      | ۱             | ۱۹۸۳                                                                                     |